# Jill Astbury
Jill Astbury es una investigadora australiana especializada en la salud mental de las mujeres.

## Biografía
Astbury fue subdirectora del Centro Clave para la Salud de la Mujer en la Sociedad, un centro de la Organización Mundial de la Salud. Dejó este puesto para unirse a la Universidad de Victoria en Melbourne, Australia, como profesora de investigación en psicología. Su trabajo se centra en la relación entre la violencia de género, que incluye la violencia sexual y las disparidades de género en la salud mental, el aumento de las tasas de depresión, ansiedad y el trastorno de estrés postraumático.

### Reconocimiento
En 2008, Astbury fue incluida en el Victorian Honour Roll of Women por su investigación sobre la violencia contra las mujeres.